# グッド!モーニング (テレビ番組)
『グッド!モーニング』は、2013年（平成25年）9月30日よりテレビ朝日系列で平日（月曜日 - 金曜日）4:55 - 8:00（一部地域は5:25 - 8:00か6:00 - 8:00）、2024年（令和6年）3月30日より土曜 6:00 - 8:00、2024年（令和6年）10月6日より日曜 5:50 - 8:30（一部地域は6:20 - 8:30）に生放送されている朝の情報番組。

## 概要・来歴

### 平日版
テレビ朝日では、1985年9月30日開始の『ヤジウマ新聞』→『やじうまワイド』から『やじうま』シリーズ（元は『おはようテレビ朝日』で組まれていたコーナー「やじうま新聞」から）を継続してきたが、2013年9月27日終了の『やじうまテレビ!』を以って『やじうま』シリーズに終止符を打つと同時にその後継番組として同年9月30日に開始された。
『やじうまテレビ!』放送期間の2011年3月11日に東日本大震災が発生し、その被災地取材や事件取材でスタッフやリポーターが被災者や被害者にインタビューする際に「『やじうまテレビ!』の者ですが…」と番組名を言うと、『やじうま』の意味を間違って捉えたと思われる相手から「「野次馬」は来るな」などと邪魔者扱いされ取材しにくい状況にあったことが遠因だったとされており、そうした事情から、既に最末期のテーマ曲として使用していたケツメイシの曲「Good morning」にちなんで、『グッド!モーニング』に改題することを決めたという。
そのため総合司会（メインキャスター）の坪井直樹・松尾由美子（両名ともテレビ朝日アナウンサー）コンビをはじめとした多くの出演者・内容、『スーパーJチャンネル』と共用していたスタジオセットは全部引き継いで放送したため、初期は『やじうまテレビ!』最末期をほぼ改題したのみにとどまり、『おはようテレビ朝日』→『ヤジウマ新聞→やじうまワイド』以来の名物だった新聞紹介コーナーは存続。「ネットHOTランキング」の後継コーナーも放送された。
『やじうまテレビ!』に引き続き、5:50 - 5:59には『ANNニュース』を内包。一部地域では自社制作番組が優先されており、当番組はごく一部放送されるだけにとどまる（後述）。
2013年9月30日に、初回放送をデビューし、スタジオもリニューアルした。また、同日からはケツメイシの「Good morning」は2018年3月30日まで使用されたが、後継のテーマ曲にもタイトルや歌詞に「Good morning」の文言が入ったものが使用されている（後述）。
2014年3月28日をもって、一旦番組から離れることになった島本真衣（テレビ朝日アナウンサー）が番組を卒業し、同月31日から宇賀なつみ（当時・テレビ朝日アナウンサー）が総合司会として加入した。
2014年9月26日をもって、飯村真一・久冨慶子（両面ともテレビ朝日アナウンサー）が番組を一時卒業した。
2015年3月30日から、サブキャスターとしてフリーアナウンサーの新井恵理那（月 - 水曜日）・山本里菜（木 - 金）（両面ともセント・フォース所属）が加わり、各コーナーの内容・構成も大幅に変更された。
2015年9月28日より、「朝の情報まとめ番組」をキャッチフレーズに据え、ほとんどのコーナーのタイトルに「まとめ」の文言が加えられた。同日より総合司会を坪井・松尾の2人体制へ戻す一方で、同月25日をもって宇賀・山本・菅原知弘（テレビ朝日アナウンサー）が番組を卒業し、同日上から田中萌（同年新人テレビ朝日アナウンサー）・草薙和輝（テレビ朝日アナウンサー）・池上彰（同年10月5日からニュース解説として）が加入した。山本の番組卒業後は、木・金曜日も新井が出演することになった。
山本里菜はその後、2017年4月にTBSテレビアナウンサーへ入社し、退社する2023年10月末まで6年7か月、同局アナウンサーとして活動。退社後は再び同年11月1日付けからセント・フォースに所属した。
2016年3月28日より、番組ロゴを初めて変更。同年4月4日から8日までの間は、本番組と同じ第4スタジオの『報道ステーション』のスタジオセット改装工事のため第5スタジオの『大下容子のワイド!スクランブル』のスタジオセットを使用した。
2016年12月7日をもって、同局の田中・加藤泰平（当時）が番組を卒業し、翌日に同局の島本が再加入し、翌年1月4日より当時女子大生（青山学院大学）の福田成美がサブキャスターとして加入した。また、同年3月末から同局の飯村がニューススタジオやANNニュース担当として2年半ぶりに再加入した。
2017年12月28日から2018年2月16日まで第4スタジオの本番組及び『スーパーJチャンネル』のスタジオセット改装工事のため、同日から再び第5スタジオの『ワイド!スクランブル』のスタジオセットを使用していたが、その後、翌年2月19日より第3スタジオの同番組と共用の新スタジオセットに移行した。
2018年4月2日より、番組テーマ曲が松任谷由実の「Good! Morning」に変更された。
2019年9月30日より『ドラえもん』のドラえもん（声 - 水田わさび）と『クレヨンしんちゃん』の野原しんのすけ（声 - 小林由美子）による時報を開始（土曜版と日曜版は除く）。なお、ドラえもんとしんのすけは同日より『スーパーJチャンネル』の「633天気」にも登場している。また、同局の同年新人アナウンサーのリポートとして布施宏倖（テレビ朝日アナウンサー）が加入した。
2020年3月27日をもって、『やじうま』時代の2011年4月から9年間にわたり総合司会を務めた松尾が出産準備のために番組を卒業し、同月30日より新井が総合司会に昇格した。また、坪井・新井が出演しない冒頭30分も担当するサブキャスターには島本・福田に加えて久冨が6年ぶりに再加入し、番組テーマ曲も東京スカパラダイスオーケストラ「Good Morning ～ブルー・デイジー feat. aiko」に変更された。
2020年4月1日より、同年新人アナウンサーの安藤萌々（テレビ朝日アナウンサー）がサブキャスターに加わり、同月14日からは安藤の同期アナウンサーである佐々木一真（当時・テレビ朝日アナウンサー）がフィールドリポートとして加入した。
2020年4月7日に、日本政府が新型コロナウイルスに関する緊急事態宣言を発令した事から、翌日より総合司会（メインキャスター）・サブキャスターの出演パターンを2班に分ける変更を実施。同様の事由により、同月13日から、気象コーナーも、月 - 水曜日が依田、木・金曜日が太田景子の担当となった。なお、緊急事態宣言は同年5月25日に全面解除されたが、メインキャスターと気象コーナーの2班体制は6月26日まで行われた。また、同月29日から出演パターン1班となったが、福田は月 - 水で、安藤は木 -金だけのパターンのままになった。
2020年11月27日をもって、同年3月末に復帰したばかりの久冨（現夫・大津祐樹〈サッカー選手〉）が出産準備のため、番組を卒業した。
2021年3月26日をもって、前身番組から続いたコメンテーター制を廃止（スポーツのみ継続）。また、同日をもってに安藤・福田・池上が番組を卒業し、同月29日からスタジオセットの装飾が追加され、新たに住田紗里（テレビ朝日アナウンサー）・森千晴（同年新人キャスター〈セント・フォース所属〉）が加入し、翌月1日には昨年の安藤が入社当日初放送出演同様に、同年新人アナウンサーとしての森山みなみが加入し、これも安藤同様に森山は木 - 金までスタジオ担当をする。
2021年10月1日をもって、『やじうま』時代から出演していた吉野真治が8年間で番組を卒業し、同月4日から同局の山本雪乃がエンタメコーナーの担当となる。
2022年3月28日に番組がリニューアルに先立ち、番組テーマ曲がAwesome City Clubの「Good Morning」に変更され、番組ロゴやテロップ、スタジオセットの装飾等も変更された。
2022年4月1日をもって、同局の飯村・島本・森山が番組を卒業し、同月4日から総合司会としての斎藤ちはる（テレビ朝日アナウンサー）・取材リポートとしての紀真耶が加入となった。また、坪井・新井と共に3人体制での総合司会（メインキャスター）となる。なお、総合司会が3人のメンバーになるのは坪井・松尾・宇賀以来6年半ぶりとなる。また、同局の飯村の後任として同日から草薙がANNニュースとニューススタジオの担当となった。
2022年10月3日、同年新人アナウンサーとして武隈光希が加入した。また武隈は、取材リポートやスタジオのスポーツ担当、検定コーナーなど参加することもある。
2023年6月30日、総合司会である新井が産休に入り、翌月3日から同年6月5日に新加入したばかりで同年同局の新人アナウンサーとしての荒井理咲子（同月 月 - 水まで、この当時は交通情報など担当していた）が総合司会に昇格した。
2023年10月より、セント・フォース所属である女性気象予想士担当の太田景子の後任として、今井春花（気象予想士）が同番組のレギュラーとして新加入した。
2024年3月25日より番組テーマ曲が美波の「Good Morning」に変更された。また、同月末をもって草薙・布施・佐々木・新井（産休中）が番組を卒業し、翌月から野上慎平・山崎弘喜・佐藤ちひろ・三山賀子（同年同局新人アナウンサー）が加入した。また、金曜日総合司会としての荒井が同月30日から同番組における土曜日総合司会のため、同年4月5日から金曜日のみとして同局の住田が総合司会に昇格した。
2024年9月27日をもって、前身番組から続いたスポーツコメンテーター制を廃止した。これに伴い、同月30日以降は同番組における全曜日でコメンテーターが不在となった。また、水 - 木まで担当する気象予想士としての舩橋沙貴が新加入し、今井はこのため月・火・金 - 日のだけの担当となった。そして総合司会の荒井は、2024年10月6日に日曜版に異動するため、同局の住田が木曜日も担当することになる。
2025年3月24日よりスタジオセットが一部改装された。

### 土曜版
2024年3月30日より『週刊ニュースリーダー』の後番組として土曜版の放送を開始。
総合司会には、この同日の同番組に加入した平石直之（テレビ朝日アナウンサー）・山本・荒井が就任した。なお、テレビ朝日系朝の情報番組で土曜日の番組タイトルが平日と統一されるのは『やじうまテレビ!』時代の2011年9月以来12年半ぶりとなる（このうち、同局の山崎・住田は『週刊ニュースリーダー』から続役）。同年4月6日から、三山（同年新人アナウンサー）・林修（ことば検定）・再び同局の山崎が加入し、これを伴い、土曜版の出演者、平石・山本・荒井・山崎・住田・武隈・三山・今井（気象予報士）・林が全員9人そろった。
2024年9月28日をもって、総合司会の山本は『有働Times』担当のため、この土曜版の番組を卒業し、同年10月5日から同局の住田が総合司会に昇格した。

### 日曜版
2024年10月6日より日曜版の放送を開始。前番組『サンデーLIVE!!』の制作・ネット形態を引き継ぎ、テレビ朝日・朝日放送テレビ（ABCテレビ）・名古屋テレビ放送（メ〜テレ）の3局共同制作となり、これにより同年10月以降は月曜から日曜までの放送となる。また、制作に参加するABCテレビは、平日版は『ANNニュース』のみ『おはよう朝日です』内包でネット、土曜版は全編非ネットであり、番組本編をレギュラーで同時ネットするのは初となる。
総合司会には、前番組に引き続き同局・平石の他、増田紗織（ABCテレビアナウンサー）・小松﨑花菜（メ〜テレアナウンサー）・下平さやか（ANNニュースとして）・今井（気象予報士）・林（ことば検定）が加入する（このうち、平石・増田・小松﨑・下平は『サンデーLIVE!!』から続投）。また、同局の荒井・三山（両面ともテレビ朝日アナウンサー）が総合司会として加入した。
2025年4月6日からテレビ朝日と岩手朝日テレビのみ、直後の8:28 - 8:30に短編テレビアニメ『コウペンちゃん』を放送するため、この2局は2分縮小して8:28までの放送となる。

## 視聴率
初回の平均視聴率は3 - 4%台（ビデオリサーチ、関東地区・世帯・リアルタイム。以下略）であったが、2013年10月29日のテレビ朝日定例社長会見において当時の平城隆司取締役より同年10月第4週（10月21日 - 27日）の平均視聴率が『朝ズバッ!』（TBSテレビ）を越え、同時間帯民放3位になったと報告されている。2014年4月の社長定例会見では、3位を確実に確保できるようになったと報告された。
しかし、2016年に入ってからは月を追うごとに視聴率を上昇させており、『7時台』（7:00 - 8:00）において2桁台を記録することもあるほか、『めざましテレビ・第2部』（フジテレビ、6:10 - 8:00）や『ZIP!』（日本テレビ、5:50 - 8:00）の視聴率を抜き、枠比較において民放1位を記録する日もある。
2023年10月クールでは、『7時台』（7:00 - 8:00）の個人全体平均視聴率が4.5%を記録し、番組開始以来初めて、同時間帯民放横並び単独トップを獲得した。

## 現在の出演者
森千晴（セント・フォース所属）を除き、特に表記されていない人物は、出演時点でテレビ朝日アナウンサー。また女性の主要キャスターはキャスターブログ等で「4姉妹」（初期は「3姉妹」）と呼ばれる事がある。
| 月曜日                                                                                               | 火曜日                                                                                               | 水曜日                                                                                               | 木曜日                                                                                               | 金曜日                                                                                               | 土曜日                       | 日曜日                       |
| 総合司会（メインキャスター）                                                                         | 総合司会（メインキャスター）                                                                         | 総合司会（メインキャスター）                                                                         | 総合司会（メインキャスター）                                                                         | 総合司会（メインキャスター）                                                                         | 総合司会（メインキャスター） | 総合司会（メインキャスター） |
| --- | --- | --- | --- | --- | ---------------------------- | ---------------------------- |
| 坪井直樹                                                                                             | 坪井直樹                                                                                             | 坪井直樹                                                                                             | 坪井直樹                                                                                             | 坪井直樹                                                                                             | 平石直之                     | 平石直之                     |
| 斎藤ちはる                                                                                           | 斎藤ちはる                                                                                           | 斎藤ちはる                                                                                           | 斎藤ちはる                                                                                           | 斎藤ちはる                                                                                           | 荒井理咲子                   | 荒井理咲子                   |
| 荒井理咲子                                                                                           | 荒井理咲子                                                                                           | 荒井理咲子                                                                                           | 住田紗里                                                                                             | 住田紗里                                                                                             | 住田紗里                     | 三山賀子                     |
| ニュース・けさ知っておきたい!NEWS検定                                                                | | | | |                              |                              |
| 野上慎平                                                                                             | 野上慎平                                                                                             | 野上慎平                                                                                             | 野上慎平                                                                                             | 野上慎平                                                                                             | 山崎弘喜                     | 山崎弘喜                     |
| けさ知っておきたい!NEWS検定・アシスタント                                                            | | | | |                              |                              |
| 斎藤ちはる                                                                                           | 斎藤ちはる                                                                                           | 斎藤ちはる                                                                                           | 斎藤ちはる                                                                                           | 斎藤ちはる                                                                                           | 住田紗里                     | 増田紗織                     |
| ニュース                                                                                             | | | | |                              |                              |
| 佐藤ちひろ                                                                                           | 住田紗里                                                                                             | 住田紗里                                                                                             | 住田紗里                                                                                             | 住田紗里                                                                                             | 住田紗里                     | 三山賀子                     |
| 荒井理咲子                                                                                           | 荒井理咲子                                                                                           | 荒井理咲子                                                                                           | 三山賀子                                                                                             | 三山賀子                                                                                             | 荒井理咲子                   | 荒井理咲子                   |
| ANNニュース                                                                                          | | | | |                              |                              |
| 野上慎平                                                                                             | 野上慎平                                                                                             | 野上慎平                                                                                             | 野上慎平                                                                                             | 野上慎平                                                                                             | （なし）                     | 下平さやか                   |
| 佐藤ちひろ                                                                                           | 住田紗里                                                                                             | 住田紗里                                                                                             | 住田紗里                                                                                             | 住田紗里                                                                                             | （なし）                     | 下平さやか                   |
| スポーツ                                                                                             | | | | |                              |                              |
| 角澤照治                                                                                             | 角澤照治                                                                                             | 角澤照治                                                                                             | 武隈光希                                                                                             | 武隈光希                                                                                             | 武隈光希                     | 小松﨑花菜                   |
| 森千晴                                                                                               | 森千晴                                                                                               | 森千晴                                                                                               | 森千晴                                                                                               | 森千晴                                                                                               | 三山賀子                     | （不在）                     |
| エンタメ                                                                                             | | | | |                              |                              |
| 三山賀子                                                                                             | 山本雪乃                                                                                             | 山本雪乃                                                                                             | 山本雪乃                                                                                             | 山本雪乃                                                                                             | 三山賀子                     | 増田紗織                     |
| ニュースリポート                                                                                     | | | | |                              |                              |
| 紀真耶                                                                                               | 紀真耶                                                                                               | 紀真耶                                                                                               | 紀真耶                                                                                               | 紀真耶                                                                                               | 紀真耶                       | 武隈光希                     |
| 山崎弘喜                                                                                             | 山崎弘喜                                                                                             | 山崎弘喜                                                                                             | 山崎弘喜                                                                                             | 山崎弘喜                                                                                             | 三山賀子                     | （不在）                     |
| （不在）                                                                                             | 佐藤ちひろ                                                                                           | 佐藤ちひろ                                                                                           | 佐藤ちひろ                                                                                           | 佐藤ちひろ                                                                                           | 佐藤ちひろ                   | （不在）                     |
| 武隈光希                                                                                             | 武隈光希                                                                                             | 武隈光希                                                                                             | （不在）                                                                                             | （不在）                                                                                             | （不在）                     | （不在）                     |
| （不在）                                                                                             | 三山賀子                                                                                             | 三山賀子                                                                                             | （不在）                                                                                             | （不在）                                                                                             | （不在）                     | （不在）                     |
| Good!いちおし                                                                                        | | | | |                              |                              |
| 佐々木若葉                                                                                           | 佐々木若葉                                                                                           | 佐々木若葉                                                                                           | 三山賀子                                                                                             | 三山賀子                                                                                             | 住田紗里                     | 増田紗織                     |
| 平日5時台・前半司会（4:55 - 5:25）                                                                   | | | | |                              |                              |
| 佐藤ちひろ                                                                                           | 住田紗里                                                                                             | 住田紗里                                                                                             | 住田紗里                                                                                             | 住田紗里                                                                                             | （なし）                     | （なし）                     |
| 佐々木若葉                                                                                           | 佐々木若葉                                                                                           | 佐々木若葉                                                                                           | 三山賀子                                                                                             | 三山賀子                                                                                             | （なし）                     | （なし）                     |
| 森千晴                                                                                               | | | | | （なし）                     | （なし）                     |
| お天気キャスター                                                                                     | | | | |                              |                              |
| 依田司（ウェザーニューズ所属の気象予報士）                                                           | 依田司（ウェザーニューズ所属の気象予報士）                                                           | 依田司（ウェザーニューズ所属の気象予報士）                                                           | 依田司（ウェザーニューズ所属の気象予報士）                                                           | 依田司（ウェザーニューズ所属の気象予報士）                                                           | （不在）                     | （不在）                     |
| 今井春花 （気象予報士）                                                                              | 今井春花 （気象予報士）                                                                              | 舩橋沙貴（気象予報士）                                                                               | 舩橋沙貴（気象予報士）                                                                               | 今井春花                                                                                             | 今井春花                     | 今井春花                     |
| デイリーコーナー（林修のことば検定スマート）                                                         | | | | |                              |                              |
| 林修（東進ハイスクール講師）                                                                         | | | | |                              |                              |
| コーナー担当                                                                                         | | | | |                              |                              |
| ゴーちゃん。（テレビ朝日キャラクター） ドラえもん（声：水田わさび） 野原しんのすけ（声：小林由美子） | ゴーちゃん。（テレビ朝日キャラクター） ドラえもん（声：水田わさび） 野原しんのすけ（声：小林由美子） | ゴーちゃん。（テレビ朝日キャラクター） ドラえもん（声：水田わさび） 野原しんのすけ（声：小林由美子） | ゴーちゃん。（テレビ朝日キャラクター） ドラえもん（声：水田わさび） 野原しんのすけ（声：小林由美子） | ゴーちゃん。（テレビ朝日キャラクター） ドラえもん（声：水田わさび） 野原しんのすけ（声：小林由美子） | （不在）                     | （不在）                     |

## 過去の出演者

### 平日版（過去の出演者）

#### 総合司会（メインキャスター）
新井・山本・福田・森は出演当時フリーアナウンサー。依田・太田・今井は気象予報士。それ以外は全員、テレビ朝日アナウンサー（当時・現職を含む）。
| 期間      | 期間      | 男性     | 男性     | 男性     | 男性     | 男性     | 女性                  | 女性                  | 女性                  | 女性                  | 女性                  |
| 期間      | 期間      | 月       | 火       | 水       | 木       | 金       | 月                    | 火                    | 水                    | 木                    | 金                    |
| --------- | --------- | -------- | -------- | -------- | -------- | -------- | --------------------- | --------------------- | --------------------- | --------------------- | --------------------- |
| 2013.9.30 | 2014.3.28 | 坪井直樹 | 坪井直樹 | 坪井直樹 | 坪井直樹 | 坪井直樹 | 松尾由美子            | 松尾由美子            | 松尾由美子            | 松尾由美子            | 松尾由美子            |
| 2014.3.31 | 2015.9.25 | 坪井直樹 | 坪井直樹 | 坪井直樹 | 坪井直樹 | 坪井直樹 | 松尾由美子 宇賀なつみ | 松尾由美子 宇賀なつみ | 松尾由美子 宇賀なつみ | 松尾由美子 宇賀なつみ | 松尾由美子 宇賀なつみ |
| 2015.9.28 | 2020.3.27 | 坪井直樹 | 坪井直樹 | 坪井直樹 | 坪井直樹 | 坪井直樹 | 松尾由美子            | 松尾由美子            | 松尾由美子            | 松尾由美子            | 松尾由美子            |
| 2020.3.30 | 2020.4.7  | 坪井直樹 | 坪井直樹 | 坪井直樹 | 坪井直樹 | 坪井直樹 | 新井恵理那            | 新井恵理那            | 新井恵理那            | 新井恵理那            | 新井恵理那            |
| 2020.4.8  | 2020.6.26 | 坪井直樹 | 坪井直樹 | 坪井直樹 | 吉野真治 | 吉野真治 | 久冨慶子              | 久冨慶子              | 久冨慶子              | 新井恵理那            | 新井恵理那            |
| 2020.6.29 | 2022.4.1  | 坪井直樹 | 坪井直樹 | 坪井直樹 | 坪井直樹 | 坪井直樹 | 新井恵理那            | 新井恵理那            | 新井恵理那            | 新井恵理那            | 新井恵理那            |
| 2022.4.4  | 2023.6.30 | 坪井直樹 | 坪井直樹 | 坪井直樹 | 坪井直樹 | 坪井直樹 | 新井恵理那 斎藤ちはる | 新井恵理那 斎藤ちはる | 新井恵理那 斎藤ちはる | 新井恵理那 斎藤ちはる | 新井恵理那 斎藤ちはる |
| 2023.7.3  | 2024.3.29 | 坪井直樹 | 坪井直樹 | 坪井直樹 | 坪井直樹 | 坪井直樹 | 斎藤ちはる 荒井理咲子 | 斎藤ちはる 荒井理咲子 | 斎藤ちはる 荒井理咲子 | 斎藤ちはる 荒井理咲子 | 斎藤ちはる 荒井理咲子 |
| 2024.4.1  | 2024.9.28 | 坪井直樹 | 坪井直樹 | 坪井直樹 | 坪井直樹 | 坪井直樹 | 斎藤ちはる 荒井理咲子 | 斎藤ちはる 荒井理咲子 | 斎藤ちはる 荒井理咲子 | 斎藤ちはる 荒井理咲子 | 斎藤ちはる 住田紗里   |
| 2024.9.30 | 現在      | 坪井直樹 | 坪井直樹 | 坪井直樹 | 坪井直樹 | 坪井直樹 | 斎藤ちはる 荒井理咲子 | 斎藤ちはる 荒井理咲子 | 斎藤ちはる 荒井理咲子 | 斎藤ちはる 住田紗里   | 斎藤ちはる 住田紗里   |

#### ニュース
| 期間       | 期間       | ニューススタジオ           | ニューススタジオ           | ニューススタジオ           | ニューススタジオ           | ニューススタジオ           | ニュース                            | ニュース                            | ニュース                            | ニュース                            | ニュース                            |
| 期間       | 期間       | 月                         | 火                         | 水                         | 木                         | 金                         | 月                                  | 火                                  | 水                                  | 木                                  | 金                                  |
| ---------- | ---------- | -------------------------- | -------------------------- | -------------------------- | -------------------------- | -------------------------- | ----------------------------------- | ----------------------------------- | ----------------------------------- | ----------------------------------- | ----------------------------------- |
| 2013.9.30  | 2014.3.28  | 飯村真一 菅原知弘 加藤泰平 | 飯村真一 菅原知弘 加藤泰平 | 飯村真一 菅原知弘 加藤泰平 | 飯村真一 菅原知弘 加藤泰平 | 飯村真一 菅原知弘 加藤泰平 | 島本真衣 久冨慶子                   | 島本真衣 久冨慶子                   | 島本真衣 久冨慶子                   | 島本真衣 久冨慶子                   | 島本真衣 久冨慶子                   |
| 2014.3.31  | 2014.9.26  | 飯村真一 菅原知弘 加藤泰平 | 飯村真一 菅原知弘 加藤泰平 | 飯村真一 菅原知弘 加藤泰平 | 飯村真一 菅原知弘 加藤泰平 | 飯村真一 菅原知弘 加藤泰平 | 久冨慶子                            | 久冨慶子                            | 久冨慶子                            | 久冨慶子                            | 久冨慶子                            |
| 2014.9.29  | 2015.3.27  | 菅原知弘 加藤泰平          | 菅原知弘 加藤泰平          | 菅原知弘 加藤泰平          | 菅原知弘 加藤泰平          | 菅原知弘 加藤泰平          | （不在）                            | （不在）                            | （不在）                            | （不在）                            | （不在）                            |
| 2015.3.30  | 2015.9.25  | 菅原知弘 加藤泰平          | 菅原知弘 加藤泰平          | 菅原知弘 加藤泰平          | 菅原知弘 加藤泰平          | 菅原知弘 加藤泰平          | 新井恵理那                          | 新井恵理那                          | 新井恵理那                          | 山本里菜                            | 山本里菜                            |
| 2015.9.28  | 2016.12.7  | 吉野真治 加藤泰平          | 吉野真治 加藤泰平          | 吉野真治 加藤泰平          | 吉野真治 加藤泰平          | 吉野真治 加藤泰平          | 田中萌 新井恵理那                   | 田中萌 新井恵理那                   | 田中萌 新井恵理那                   | 田中萌 新井恵理那                   | 田中萌 新井恵理那                   |
| 2016.12.8  | 2016.12.30 | 吉野真治                   | 吉野真治                   | 吉野真治                   | 吉野真治                   | 吉野真治                   | 島本真衣 新井恵理那                 | 島本真衣 新井恵理那                 | 島本真衣 新井恵理那                 | 島本真衣 新井恵理那                 | 島本真衣 新井恵理那                 |
| 2017.1.4   | 2017.3.30  | 吉野真治                   | 吉野真治                   | 吉野真治                   | 吉野真治                   | 吉野真治                   | 島本真衣 新井恵理那 福田成美        | 島本真衣 新井恵理那 福田成美        | 島本真衣 新井恵理那 福田成美        | 島本真衣 新井恵理那 福田成美        | 島本真衣 新井恵理那 福田成美        |
| 2017.3.31  | 2020.3.27  | 吉野真治 飯村真一          | 吉野真治 飯村真一          | 吉野真治 飯村真一          | 吉野真治 飯村真一          | 吉野真治 飯村真一          | 島本真衣 新井恵理那 福田成美        | 島本真衣 新井恵理那 福田成美        | 島本真衣 新井恵理那 福田成美        | 島本真衣 新井恵理那 福田成美        | 島本真衣 新井恵理那 福田成美        |
| 2020.3.30  | 2020.4.7   | 吉野真治 飯村真一          | 吉野真治 飯村真一          | 吉野真治 飯村真一          | 吉野真治 飯村真一          | 吉野真治 飯村真一          | 島本真衣 久冨慶子 福田成美 安藤萌々 | 島本真衣 久冨慶子 福田成美 安藤萌々 | 島本真衣 久冨慶子 福田成美 安藤萌々 | 島本真衣 久冨慶子 福田成美 安藤萌々 | 島本真衣 久冨慶子 福田成美 安藤萌々 |
| 2020.4.8   | 2020.6.26  | 飯村真一                   | 飯村真一                   | 飯村真一                   | （不在）                   | （不在）                   | 福田成美                            | 福田成美                            | 福田成美                            | 島本真衣 安藤萌々                   | 島本真衣 安藤萌々                   |
| 2020.6.29  | 2020.11.27 | 飯村真一                   | 飯村真一                   | 飯村真一                   | 飯村真一                   | 飯村真一                   | 島本真衣 久冨慶子 福田成美          | 島本真衣 久冨慶子 福田成美          | 島本真衣 久冨慶子 福田成美          | 島本真衣 久冨慶子 安藤萌々          | 島本真衣 久冨慶子 安藤萌々          |
| 2020.11.30 | 2021.3.26  | 吉野真治 飯村真一          | 吉野真治 飯村真一          | 吉野真治 飯村真一          | 吉野真治 飯村真一          | 吉野真治 飯村真一          | 島本真衣 福田成美                   | 島本真衣 福田成美                   | 島本真衣 福田成美                   | 島本真衣 安藤萌々                   | 島本真衣 安藤萌々                   |
| 2021.3.29  | 2021.10.1  | 吉野真治 飯村真一          | 吉野真治 飯村真一          | 吉野真治 飯村真一          | 吉野真治 飯村真一          | 吉野真治 飯村真一          | 島本真衣 住田紗里                   | 島本真衣 住田紗里                   | 島本真衣 住田紗里                   | 島本真衣 森山みなみ                 | 島本真衣 森山みなみ                 |
| 2021.10.4  | 2022.4.1   | 飯村真一                   | 飯村真一                   | 飯村真一                   | 飯村真一                   | 飯村真一                   | 島本真衣 住田紗里                   | 島本真衣 住田紗里                   | 島本真衣 住田紗里                   | 島本真衣 森山みなみ                 | 島本真衣 森山みなみ                 |
| 2022.4.4   | 2023.6.2   | 草薙和輝                   | 草薙和輝                   | 草薙和輝                   | 草薙和輝                   | 草薙和輝                   | 住田紗里                            | 住田紗里                            | 住田紗里                            | 住田紗里                            | 紀真耶                              |
| 2023.6.5   | 2023.6.30  | 草薙和輝                   | 草薙和輝                   | 草薙和輝                   | 草薙和輝                   | 草薙和輝                   | 住田紗里 荒井理咲子                 | 住田紗里 荒井理咲子                 | 住田紗里 荒井理咲子                 | 住田紗里                            | 紀真耶                              |
| 2023.7.3   | 2024.3.29  | 草薙和輝                   | 草薙和輝                   | 草薙和輝                   | 草薙和輝                   | 佐々木一真                 | 住田紗里 荒井理咲子                 | 住田紗里 荒井理咲子                 | 住田紗里 荒井理咲子                 | 住田紗里 荒井理咲子                 | 紀真耶 荒井理咲子                   |
| 2024.4.1   | 2024.9.27  | 山崎弘喜                   | 野上慎平                   | 野上慎平                   | 野上慎平                   | 野上慎平                   | 紀真耶 荒井理咲子                   | 住田紗里 荒井理咲子                 | 住田紗里 荒井理咲子                 | 住田紗里 荒井理咲子                 | 住田紗里 三山賀子                   |
| 2024.9.30  | 現在       | 野上慎平                   | 野上慎平                   | 野上慎平                   | 野上慎平                   | 野上慎平                   | 佐藤ちひろ 荒井理咲子               | 住田紗里 荒井理咲子                 | 住田紗里 荒井理咲子                 | 住田紗里 三山賀子                   | 住田紗里 三山賀子                   |

#### スポーツ
| 期間      | 期間      | 男性     | 男性     | 男性     | 男性     | 男性     | 女性       | 女性       | 女性       | 女性       | 女性       |
| 期間      | 期間      | 月       | 火       | 水       | 木       | 金       | 月         | 火         | 水         | 木         | 金         |
| --------- | --------- | -------- | -------- | -------- | -------- | -------- | ---------- | ---------- | ---------- | ---------- | ---------- |
| 2013.9.30 | 2015.9.25 | 角澤照治 | 角澤照治 | 角澤照治 | 角澤照治 | 吉野真治 | （不在）   | （不在）   | （不在）   | （不在）   | （不在）   |
| 2015.9.28 | 2016.4.1  | 角澤照治 | 角澤照治 | 角澤照治 | 角澤照治 | 草薙和輝 | （不在）   | （不在）   | （不在）   | （不在）   | （不在）   |
| 2016.4.4  | 2020.4.7  | 角澤照治 | 角澤照治 | 角澤照治 | 角澤照治 | 草薙和輝 | 新井恵理那 | 新井恵理那 | 新井恵理那 | 新井恵理那 | 新井恵理那 |
| 2020.4.8  | 2020.6.26 | 角澤照治 | 角澤照治 | 角澤照治 | 草薙和輝 | 草薙和輝 | 久冨慶子   | 久冨慶子   | 久冨慶子   | 安藤萌々   | 安藤萌々   |
| 2020.6.29 | 2021.3.26 | 角澤照治 | 角澤照治 | 角澤照治 | 草薙和輝 | 草薙和輝 | 新井恵理那 | 新井恵理那 | 新井恵理那 | 新井恵理那 | 新井恵理那 |
| 2021.3.29 | 2022.4.1  | 角澤照治 | 角澤照治 | 角澤照治 | 草薙和輝 | 草薙和輝 | 森千晴     | 森千晴     | 森千晴     | 森千晴     | 森千晴     |
| 2022.4.4  | 2024.3.29 | 角澤照治 | 角澤照治 | 角澤照治 | 布施宏倖 | 布施宏倖 | 森千晴     | 森千晴     | 森千晴     | 森千晴     | 森千晴     |
| 2024.4.1  | 現在      | 角澤照治 | 角澤照治 | 角澤照治 | 武隈光希 | 武隈光希 | 森千晴     | 森千晴     | 森千晴     | 森千晴     | 森千晴     |

#### ニュースリポート
| 期間      | 期間      | 男性                | 男性                         | 男性                         | 男性                         | 男性                | 女性       | 女性                       | 女性                       | 女性              | 女性              |
| 期間      | 期間      | 月                  | 火                           | 水                           | 木                           | 金                  | 月         | 火                         | 水                         | 木                | 金                |
| --------- | --------- | ------------------- | ---------------------------- | ---------------------------- | ---------------------------- | ------------------- | ---------- | -------------------------- | -------------------------- | ----------------- | ----------------- |
| 2013.9.30 | 2016.4.1  | （不在）            | （不在）                     | （不在）                     | （不在）                     | （不在）            | （不在）   | （不在）                   | （不在）                   | （不在）          | （不在）          |
| 2016.4.4  | 2019.9.27 | 草薙和輝            | 草薙和輝                     | 草薙和輝                     | 草薙和輝                     | （不在）            | （不在）   | （不在）                   | （不在）                   | （不在）          | （不在）          |
| 2019.9.30 | 2020.4.10 | 草薙和輝            | 草薙和輝                     | 草薙和輝                     | 布施宏倖                     | 布施宏倖            | （不在）   | （不在）                   | （不在）                   | （不在）          | （不在）          |
| 2020.4.13 | 2022.4.1  | 草薙和輝            | 草薙和輝 佐々木一真          | 草薙和輝 佐々木一真          | 布施宏倖 佐々木一真          | 布施宏倖 佐々木一真 | （不在）   | （不在）                   | （不在）                   | （不在）          | （不在）          |
| 2022.4.4  | 2022.9.30 | （不在）            | 佐々木一真                   | 布施宏倖 佐々木一真          | 布施宏倖 佐々木一真          | 布施宏倖 佐々木一真 | 紀真耶     | 紀真耶                     | 紀真耶                     | 紀真耶            | 紀真耶            |
| 2022.10.3 | 2023.6.30 | 武隈光希            | 佐々木一真 武隈光希          | 布施宏倖 佐々木一真 武隈光希 | 布施宏倖 佐々木一真 武隈光希 | 布施宏倖 佐々木一真 | 紀真耶     | 紀真耶                     | 紀真耶                     | 紀真耶            | 紀真耶            |
| 2023.7.3  | 2024.3.29 | 佐々木一真 武隈光希 | 布施宏倖 佐々木一真 武隈光希 | 布施宏倖 佐々木一真 武隈光希 | 佐々木一真 武隈光希          | 佐々木一真          | 紀真耶     | 紀真耶                     | 紀真耶                     | 紀真耶            | 紀真耶            |
| 2024.4.1  | 2024.9.27 | 武隈光希            | 山崎弘喜 武隈光希            | 山崎弘喜 武隈光希            | 山崎弘喜 武隈光希            | 山崎弘喜            | 佐藤ちひろ | 紀真耶 佐藤ちひろ 三山賀子 | 紀真耶 佐藤ちひろ 三山賀子 | 紀真耶 佐藤ちひろ | 紀真耶 佐藤ちひろ |
| 2024.9.30 | 現在      | 山崎弘喜 武隈光希   | 山崎弘喜 武隈光希            | 山崎弘喜 武隈光希            | 山崎弘喜                     | 山崎弘喜            | 紀真耶     | 紀真耶 佐藤ちひろ 三山賀子 | 紀真耶 佐藤ちひろ 三山賀子 | 紀真耶 佐藤ちひろ | 紀真耶 佐藤ちひろ |

#### エンタメ
| 期間       | 期間       | 男性     | 男性     | 男性     | 男性     | 男性     | 女性                           | 女性                           | 女性                           | 女性                           | 女性                           |
| 期間       | 期間       | 月       | 火       | 水       | 木       | 金       | 月                             | 火                             | 水                             | 木                             | 金                             |
| ---------- | ---------- | -------- | -------- | -------- | -------- | -------- | ------------------------------ | ------------------------------ | ------------------------------ | ------------------------------ | ------------------------------ |
| 2013.9.30  | 2014.9.26  | （不在） | （不在） | （不在） | （不在） | （不在） | 島本真衣                       | 島本真衣                       | 島本真衣                       | 島本真衣                       | 島本真衣                       |
| 2014.9.29  | 2015.3.27  | （不在） | （不在） | （不在） | （不在） | （不在） | （不在）                       | （不在）                       | （不在）                       | （不在）                       | （不在）                       |
| 2015.3.30  | 2015.9.25  | （不在） | （不在） | （不在） | （不在） | （不在） | 新井恵理那                     | 新井恵理那                     | 新井恵理那                     | 山本里菜                       | 山本里菜                       |
| 2015.9.28  | 2016.12.30 | （不在） | （不在） | （不在） | （不在） | （不在） | 新井恵理那                     | 新井恵理那                     | 新井恵理那                     | 新井恵理那                     | 新井恵理那                     |
| 2017.1.4   | 2017.3.30  | （不在） | （不在） | （不在） | （不在） | （不在） | 島本真衣 新井恵理那 福田成美   | 島本真衣 新井恵理那 福田成美   | 島本真衣 新井恵理那 福田成美   | 島本真衣 新井恵理那 福田成美   | 島本真衣 新井恵理那 福田成美   |
| 2017.3.31  | 2020.3.27  | （不在） | （不在） | （不在） | （不在） | （不在） | 松尾由美子 新井恵理那 福田成美 | 松尾由美子 新井恵理那 福田成美 | 松尾由美子 新井恵理那 福田成美 | 松尾由美子 新井恵理那 福田成美 | 松尾由美子 新井恵理那 福田成美 |
| 2020.3.30  | 2020.4.7   | （不在） | （不在） | （不在） | （不在） | （不在） | 久冨慶子                       | 久冨慶子                       | 久冨慶子                       | 久冨慶子                       | 久冨慶子                       |
| 2020.4.8   | 2020.6.26  | 坪井直樹 | 坪井直樹 | 坪井直樹 | 吉野真治 | 吉野真治 | 久冨慶子 福田成美              | 久冨慶子 福田成美              | 久冨慶子 福田成美              | 新井恵理那 島本真衣            | 新井恵理那 島本真衣            |
| 2020.6.29  | 2020.11.27 | 坪井直樹 | 坪井直樹 | 坪井直樹 | 坪井直樹 | 坪井直樹 | 久冨慶子 新井恵理那            | 久冨慶子 新井恵理那            | 久冨慶子 新井恵理那            | 久冨慶子 新井恵理那            | 久冨慶子 新井恵理那            |
| 2020.11.30 | 2021.3.26  | 坪井直樹 | 坪井直樹 | 坪井直樹 | 坪井直樹 | 坪井直樹 | 新井恵理那 福田成美            | 新井恵理那 福田成美            | 新井恵理那 福田成美            | 新井恵理那 安藤萌々            | 新井恵理那 安藤萌々            |
| 2021.3.29  | 2021.10.1  | 坪井直樹 | 坪井直樹 | 坪井直樹 | 坪井直樹 | 坪井直樹 | 新井恵理那 住田紗里            | 新井恵理那 住田紗里            | 新井恵理那 住田紗里            | 新井恵理那 森山みなみ          | 新井恵理那 森山みなみ          |
| 2021.10.4  | 2024.3.29  | （不在） | （不在） | （不在） | （不在） | （不在） | 山本雪乃                       | 山本雪乃                       | 山本雪乃                       | 山本雪乃                       | 山本雪乃                       |
| 2024.4.1   | 現在       | （不在） | （不在） | （不在） | （不在） | （不在） | 三山賀子                       | 山本雪乃                       | 山本雪乃                       | 山本雪乃                       | 山本雪乃                       |

#### ANNニュース
| 期間       | 期間       | 男性     | 男性     | 男性     | 男性     | 男性       | 女性       | 女性       | 女性       | 女性       | 女性       |
| 期間       | 期間       | 月       | 火       | 水       | 木       | 金         | 月         | 火         | 水         | 木         | 金         |
| ---------- | ---------- | -------- | -------- | -------- | -------- | ---------- | ---------- | ---------- | ---------- | ---------- | ---------- |
| 2013.9.30  | 2014.3.28  | 坪井直樹 | 坪井直樹 | 坪井直樹 | 坪井直樹 | 坪井直樹   | 島本真衣   | 島本真衣   | 島本真衣   | 島本真衣   | 島本真衣   |
| 2014.3.31  | 2014.9.26  | 菅原知弘 | 菅原知弘 | 菅原知弘 | 菅原知弘 | 菅原知弘   | 宇賀なつみ | 宇賀なつみ | 宇賀なつみ | 宇賀なつみ | 宇賀なつみ |
| 2014.9.29  | 2015.3.27  | 加藤泰平 | 加藤泰平 | 加藤泰平 | 加藤泰平 | 加藤泰平   | 松尾由美子 | 松尾由美子 | 松尾由美子 | 松尾由美子 | 松尾由美子 |
| 2015.3.30  | 2015.9.25  | 菅原知弘 | 菅原知弘 | 菅原知弘 | 菅原知弘 | 菅原知弘   | 松尾由美子 | 松尾由美子 | 松尾由美子 | 松尾由美子 | 松尾由美子 |
| 2015.9.28  | 2016.11.11 | 吉野真治 | 吉野真治 | 吉野真治 | 吉野真治 | 吉野真治   | 松尾由美子 | 松尾由美子 | 松尾由美子 | 松尾由美子 | 松尾由美子 |
| 2016.11.14 | 2016.12.7  | 加藤泰平 | 加藤泰平 | 加藤泰平 | 加藤泰平 | 加藤泰平   | 松尾由美子 | 松尾由美子 | 松尾由美子 | 松尾由美子 | 松尾由美子 |
| 2016.12.8  | 2017.3.30  | 草薙和輝 | 草薙和輝 | 草薙和輝 | 草薙和輝 | 草薙和輝   | 松尾由美子 | 松尾由美子 | 松尾由美子 | 松尾由美子 | 松尾由美子 |
| 2017.3.31  | 2020.4.7   | 飯村真一 | 飯村真一 | 飯村真一 | 飯村真一 | 飯村真一   | 島本真衣   | 島本真衣   | 島本真衣   | 島本真衣   | 島本真衣   |
| 2020.4.8   | 2020.6.26  | 飯村真一 | 飯村真一 | 飯村真一 | 草薙和輝 | 草薙和輝   | （不在）   | （不在）   | （不在）   | 島本真衣   | 島本真衣   |
| 2020.6.29  | 2022.4.1   | 飯村真一 | 飯村真一 | 飯村真一 | 飯村真一 | 飯村真一   | 島本真衣   | 島本真衣   | 島本真衣   | 島本真衣   | 島本真衣   |
| 2022.4.4   | 2023.6.30  | 草薙和輝 | 草薙和輝 | 草薙和輝 | 草薙和輝 | 草薙和輝   | 斎藤ちはる | 斎藤ちはる | 斎藤ちはる | 斎藤ちはる | 斎藤ちはる |
| 2023.7.3   | 2024.3.29  | 草薙和輝 | 草薙和輝 | 草薙和輝 | 草薙和輝 | 佐々木一真 | 住田紗里   | 住田紗里   | 住田紗里   | 住田紗里   | 紀真耶     |
| 2024.4.1   | 2024.9.27  | 山崎弘喜 | 野上慎平 | 野上慎平 | 野上慎平 | 野上慎平   | 紀真耶     | 住田紗里   | 住田紗里   | 住田紗里   | 住田紗里   |
| 2024.9.30  | 現在       | 野上慎平 | 野上慎平 | 野上慎平 | 野上慎平 | 野上慎平   | 佐藤ちひろ | 住田紗里   | 住田紗里   | 住田紗里   | 住田紗里   |

#### お天気キャスター
| 期間      | 期間      | 月              | 火              | 水              | 木              | 金              |
| --------- | --------- | --------------- | --------------- | --------------- | --------------- | --------------- |
| 2013.9.30 | 2020.4.10 | 依田司          | 依田司          | 依田司          | 依田司          | 依田司          |
| 2020.4.13 | 2020.6.26 | 依田司          | 依田司          | 依田司          | 太田景子        | 太田景子        |
| 2020.6.29 | 2023.9.29 | 依田司          | 依田司          | 依田司          | 依田司          | 依田司          |
| 2023.10.2 | 2024.9.27 | 依田司 今井春花 | 依田司 今井春花 | 依田司 今井春花 | 依田司 今井春花 | 依田司 今井春花 |
| 2024.9.30 | 現在      | 依田司 今井春花 | 依田司 今井春花 | 依田司 舩橋沙貴 | 依田司 舩橋沙貴 | 依田司 今井春花 |

#### コメンテーター
- 涌井雅之（造園家、2013年9月30日 - 2014年3月24日） - 月曜日担当 ※隔週
- 木田優夫（当時石川ミリオンスターズ投手、2013年10月2日 - 2014年3月26日） - 水曜日担当
- 橋本大二郎（元NHK記者・前高知県知事、2013年10月3日 - 2014年3月27日） - 木曜日担当[注 16]
- 村主千香（当時プロフィギュアスケーター、2013年11月15日 - 2014年3月28日） - 金曜日担当[注 17]
- 田崎史郎（時事通信社解説委員[注 18]、2013年10月4日 - 2015年3月27日） - 金曜日担当
- 真壁昭夫（信州大学経済学部教授、2013年10月1日 - 2015年3月24日） - 火曜日担当
- 浜田敬子（週刊AERA編集長[注 19]、2013年10月1日 - 2015年3月24日） - 火曜日担当
- 田中早苗（弁護士、2013年10月4日 - 2015年6月24日） - 水曜日担当（2015年3月までは木曜日担当）
- 後藤謙次（共同通信客員解説委員、2013年9月30日 - 2016年3月21日）[注 20]
- 室伏広治（ハンマー投げ アテネ五輪金メダリスト・東京医科歯科大学教授、2015年4月3日 - 2017年3月） - 金曜日に不定期出演
- 村瀬哲史（学研プライムゼミ地理担当講師、2013年10月 - 2017年9月）[注 21][注 22]
- 池上彰（2015年10月5日 - 2021年3月26日、「池上彰のニュース検定」担当〈VTR出演〉）[19]
- 増田ユリヤ（ジャーナリスト、2015年4月2日 - 2021年3月22日） - 月曜日担当
- 岸博幸（慶應義塾大学大学院教授、2013年10月2日 - 2021年3月23日） - 火曜日担当[注 23]
- 中尾彬（俳優、2013年10月2日 - 2021年3月23日） - 火曜日担当[注 23]
- 名村晃一（テレビ朝日コメンテーター・前ニューヨーク支局長、2013年10月7日 - 2021年3月26日） - 水曜日担当だったが、他の曜日の出演者が不在の場合、代理出演することもあった[注 24]。
- 一色清（朝日新聞・教育コーディネーター、2014年4月3日 - 2021年3月25日） - 木曜日担当
- 春風亭一之輔（落語家） - 不定期出演

### 土曜版（過去の出演者）
| 期間      | 期間      | 総合司会 （メインキャスター） | 総合司会 （メインキャスター） | ニュース            | スポーツ | スポーツ | ニュースリポート  | NEWS検定 | NEWS検定 | エンタメ | Good!いちおし | お天気キャスター |
| 期間      | 期間      | 男性                          | 女性                          | ニュース            | 男性     | 女性     | ニュースリポート  | 男性     | 女性     | エンタメ | Good!いちおし | お天気キャスター |
| --------- | --------- | ----------------------------- | ----------------------------- | ------------------- | -------- | -------- | ----------------- | -------- | -------- | -------- | ------------- | ---------------- |
| 2024.3.30 | 2024.9.28 | 平石直之                      | 山本雪乃 荒井理咲子           | 住田紗里 荒井理咲子 | 武隈光希 | 三山賀子 | 紀真耶 佐藤ちひろ | 山崎弘喜 | 山本雪乃 | 山本雪乃 | 住田紗里      | 今井春花         |
| 2024.10.5 | 現在      | 平石直之                      | 住田紗里 荒井理咲子           | 住田紗里 荒井理咲子 | 武隈光希 | 三山賀子 | 紀真耶 佐藤ちひろ | 山崎弘喜 | 住田紗里 | 三山賀子 | 住田紗里      | 今井春花         |

### 日曜版（過去の出演者）
| 期間      | 期間 | 総合司会 （メインキャスター） | 総合司会 （メインキャスター） | ニュース            | スポーツ   | ニュースリポート | NEWS検定 | NEWS検定 | エンタメ | ANNニュース | お天気キャスター |
| 期間      | 期間 | 男性                          | 女性                          | ニュース            | スポーツ   | ニュースリポート | 男性     | 女性     | エンタメ | ANNニュース | お天気キャスター |
| --------- | ---- | ----------------------------- | ----------------------------- | ------------------- | ---------- | ---------------- | -------- | -------- | -------- | ----------- | ---------------- |
| 2024.10.6 | 現在 | 平石直之                      | 荒井理咲子 三山賀子           | 荒井理咲子 三山賀子 | 小松﨑花菜 | 武隈光希         | 山崎弘喜 | 増田紗織 | 増田紗織 | 下平さやか  | 今井春花         |

## 番組の主な流れ
- ニュースコーナーでは『やじうま』時代と異なり、新聞紙面の紹介よりも、映像が中心に使われる。以前はYahoo! JAPANと連携したコーナーも放送されていた[20]。
  - 新型コロナウイルス流行後、スタッフの省力化のため、5時台においては前日の『報道ステーション』の映像を一部流用している。
- 依田は関東地方周辺（山梨県や静岡県の伊豆半島などを含む）の各所から中継を行う[注 25]。2020年の新型コロナウイルス流行後、緊急事態宣言発令期間中は関東地方周辺の各所の中継を止め、テレビ朝日前、テレビ朝日屋上、毛利庭園もしくはアークヒルズ・カラヤン広場のいずれからの中継を行う[注 26]。天気予報は全国の情報を伝えるが[注 27]、関東地方の予報に重点が置かれており、詳しい天気や、PM2.5の数値・分布予報も伝える（スタジオからは首都圏の交通情報も伝える）。通常時、天気コーナーは番組中5回放送されるが、異常気象時など天気コーナー以外でも必要に応じて中継を行うことがある。
- スポーツコーナーは、テレビ朝日アナウンサーのほか、スポーツ解説者がスポーツコメンテーターとして出演する（出演者の項を参照）。
- エンタメコーナーは、新曲発表、CM開始などのプロモーションが多い。また、芸能ニュースはスポーツ紙を紹介して伝える。

- 「けさ知っておきたい!NEWS検定（旧「池上彰のニュース検定」）」、「林修のことば検定スマート」（旧「林修のことば検定プラス」）、「依田司のお天気検定」、「みんなのエンタメ検定」はデータ放送によるクイズを実施[注 28]。各コーナーで共通のポイントを貯め、合計30ポイント以上獲得するとプレゼントに応募出来る。2024年4月6日から、土曜版ではポイントが3倍になっていたが、同年10月期以降は日曜版に移行している。
- 2025年4月期以降、データ放送によるクイズは基本的に、「けさ知っておきたい!NEWS検定」は平日版6:50頃、土曜版6:30頃、日曜版6:40頃、「お天気検定」は平日版7:20頃、土曜版7:40頃、日曜版7:18頃、「みんなのエンタメ検定」は平日版7:40頃、土曜版7:45頃、「グッド!モーニング検定」は日曜版8:10頃、「林修のことば検定スマート」は平日版7:52頃、土曜版7:50頃、日曜版8:20頃にそれぞれ放送されている。
- かつては、「林修のことば検定プラス」は6:50頃、「依田司のお天気検定」は7:30頃、「みんなのエンタメ検定」は7:40頃、「池上彰のニュース検定」は7:50頃となっていた。一旦は、「池上彰のニュース検定」が終了し、検定コーナーが3つになったため、「依田司のお天気検定」は7:20頃、「みんなのエンタメ検定」は7:40頃、「林修のことば検定スマート」は7:52頃と7:20以降にまとめて放送されるようになった。2022年11月から開始した「けさ知っておきたい!NEWS検定」コーナーのみ6:50頃の放送となっている。
- 「林修のことば検定プラス」は、緑の選択肢については問題に関するダジャレで、実質2択となる[注 29]。「林修のことば検定スマート」として7:52頃に移動後は、緑の選択肢については必ず問題に関するダジャレ・ボケとなり、実質2択である[注 30]。番組内ではこれを「緑のボケ」と呼んでおり、後述することば検定の書籍版にも掲載されている[21]ほか、林がボケの出来にダメ出しをする場面も多く見られる。もっとも、ごく稀に「緑」が正解となる日があり、林は「（緑が）ボケないときは正解」、あるいは「今日は緑のボケはありません」と言うケースもあった。

- データ放送では検定シリーズに「けさ知っておきたい!NEWS検定」、「（依田司の）お天気検定」、「みんなのエンタメ検定（日曜日はグッド!モーニング検定）」、「林修のことば検定スマート」の他、「ゴーゴー星占い」や天気予報を掲載している。
- また、災害やJアラート発令、中心速報、その他などで検定コーナーが休止となる。なお、前日に検定がなかった日（検定を休止したコーナーのみ）・平日祝日・月末・年明けのお年玉はポイント2倍、年末はポイント3倍になり、月末はボーナスポイントのチャンスなどがある（偶然にも、「エンタメ検定」では不定期として休止する事もたまに多い。大雨や台風中心速報、大きい地震などは「お天気検定」を休止する事もある）。

- 同局キャラクター、ドラえもん時報とクレヨンしんちゃん時報は、日によって順序が変化する（土曜版と日曜版を除く）[注 31]。
- 特殊コーナーの「good! いちおし（旧「あら、いーな!」）」では若手のアナウンサーが独身取材する（グルメ、楽しい遊び、美術関連など）。もう一回見たい人や見逃した際ではYouTubeのANNニュースの動画として公開期間する。また、平日祝日と災害関連、その他の緊急ニュースはコーナーを休止する。
- 平日として2023年4月から、7時台のお天気情報として第一回目CMを月曜日は最後の30秒間の他コマーシャル、火 - 木曜日ではNTTのCMを最後の30秒間、金曜日は同じくNTTのCMで最後の60秒間に放送する（以前は月 - 金曜日 アディーレ法律事務所→後にNTTのCM30秒を除く）。

### タイムテーブル
|       | 平日 | 土曜日 | 日曜日 |
| ----- | --- | --- | --- |
| 4時台 | オープニング（4:55 - ） ニュース 朝イチ!天気 ゴーゴーほし占い | （なし） | （なし） |
| 5時台 | ニュース オープニング（5:25 - ） ニュース 依田司の気show予報 ニュース 交通情報（首都圏） 朝イチ!スポーツ&エンタ ANNニュース（5:50 - 5:59） 朝刊けさの注目見出し（5:59 - 6:00）    | （なし） | オープニング（5:51 - ） ニュース 気になる話題（エンタメ） |
| 6時台 | オープニング（6:00 - ） お天気NEWS SPORTS きょうの注目NEWS 依田司の気show予報 けさの知っておきたい!NEWS けさの知っておきたい!NEWS検定（6:50頃 - ） 気象情報                       | オープニング（6:03 - ） ニュース けさの知っておきたい!NEWS（6時台） けさの知っておきたい!NEWS検定（6:30頃 - ） さくら天気 サタデーSHO-TIME                                       | 気象情報 けさの知っておきたい!NEWS（6:20頃‐） オープニング（6:20 - ） ANNニュース（6:23 - ） けさの知っておきたい!NEWS検定（6:40頃 - ） さくら天気 SPORTS NEWSその後どうなった |
| 7時台 | もっと知りたい!NEWS 依田司のお天気検定（7:20頃 - ） エンタメワイド みんなのエンタメ検定（7:40頃 - ） Good!いちおし 林修のことば検定スマート（7:52頃 - ） エンディング（ニュース） | もっと知りたい!NEWS（6:59頃） お天気検定（7:25頃 - ） みんなのエンタメ検定（07:35頃 - ） Good!いちおし（7:45頃‐） 林修のことば検定スマート（7:55頃 - ） エンディング（ニュース） | けさの知っておきたい!NEWS（7時台） お天気検定（7:15頃 - ） もっと知りたいNEWS                                                                                                  |
| 8時台 | （なし） | （なし） | サンデーSHO-TIME Good!いちおし グッド!モーニング検定（08:10頃 - ） 林修のことば検定スマート（8:20頃 - ） エンディング（ニュース）                                              |

## テーマ曲
天気コーナーや『ANNニュース』ではインストゥルメンタル版を使用。各テーマ曲ともに題名や歌詞に「Good morning」（表記に揺らぎはある）というフレーズが入る。
- 初代（2013年9月30日 - 2018年3月30日）：ケツメイシ「Good morning」（『やじうまテレビ!』2013年4月1日放送分から継続して使用）[22]
- 2代目（2018年4月2日 - 2020年3月27日）：松任谷由実「Good! Morning」[22]
- 3代目（2020年3月30日 - 2022年3月25日）：東京スカパラダイスオーケストラ「Good Morning ～ブルー・デイジー feat. aiko」[8]
- 4代目（2022年3月28日 - 2024年3月22日）：Awesome City Club「Good Morning」[10]
- 5代目（2024年3月25日 - 現在）：美波「Good Morning」[23]

2016年10月より「依田司のお天気検定」ではももいろクローバーZ「あの空へ向かって」のインスト版を使用している。ことば検定では『まちカドまぞく』のアイキャッチが使用される。

## ネット局

### 平日版（ネット局）
- 4・5時台（4:55 - 6:00）、6・7時台（6:00 - 8:00）の2部構成で放送（4・5時台の5:50 - 5:59〈『ANNニュース』パート〉はANN系列フルネット24局ネット）。ただし、2014年9月26日まで6・7時台は第1部（6:00 - 6:25）・第2部（6:25 - 8:00）という枠切りとなっていた。
- 前番組『やじうまテレビ!』と同様に4・5時台の『ANNニュース』（5:50 - 5:59）を除き、全編ローカルセールス枠[注 33]のため、年末年始（正月三が日を除く）は特定パートで飛び乗り・飛び降り時刻を変更したり、テレビ朝日以外の通常時特定パートを○とする局でも、5:25・5:50・6:00に飛び乗りポイント、5:59に飛び降りポイントがそれぞれ設けられているため、局の編成の都合上特定パートを△・□・×に変更する場合がある。
- 当番組を一時中断扱いとして放送されるオリンピック、サッカー・FIFAワールドカップ、世界水泳選手権など国際的なスポーツイベントの速報ミニ枠（5 - 10分）はネットワークセールス枠となるため、通常6・7時台を×としている局でも当該番組は放送される。
- ネット局では時刻表示を行っているが、番組送出ではなく各局別の送出となっており、テレビ朝日と一部ネット局ではお天気ループも送出している。
- 2022年10月現在、4・5時台（5:59 - 6:00の差し替え局も含む）を4:55からネットしている局はテレビ朝日、北海道テレビ、岩手朝日テレビ、静岡朝日テレビ、名古屋テレビ、山口朝日放送、愛媛朝日テレビ、大分朝日放送の8局。うち6・7時台もネットしている局（完全フルネット）はテレビ朝日、岩手朝日テレビ、静岡朝日テレビ、山口朝日放送、愛媛朝日テレビ、大分朝日放送の6局。
- 2018年4月2日以降のネット状況を記す。
  - ○…フルネット（テレビ朝日以外の局では、5:59 - 6:00の「朝刊けさの注目見出し」の差し替え局を含む）
  - △…5:25飛び乗りでネット（同上）
  - □…『ANNニュース』パート（5:50 - 5:59）のみネット
  - ×…非ネット
- 以下は2024年4月現在の状況。本項では、制作局を除いて全て北から順に記述する。

| 放送対象地域   | 放送局                       | 放送時間（東京発）   | 放送時間（東京発）   | 備考 |
| 放送対象地域   | 放送局                       | 4・5時台 4:55 - 6:00 | 6・7時台 6:00 - 8:00 | 備考 |
| -------------- | ---------------------------- | -------------------- | -------------------- | --- |
| 関東広域圏     | テレビ朝日（EX）             | ○                    | ○                    | 【制作局】 |
| 北海道         | 北海道テレビ（HTB）          | ○                    | ×                    | - 2022年4月4日から4・5時台を再度○に変更。 - 2018年9月28日までの4・5時台は○。2018年10月1日から2022年4月1日までの4・5時台は△。 - 6:00 - 8:00はローカル情報番組『イチモニ!』を放送。 - 5:59に飛び降り後、編成上は当番組のままで『イチモニ!』の星占いコーナー「ニイナ・ゲイトのきょうのHappy」を1分間放送した後6:00に『イチモニ!』本編が開始される。 - 一部の祝日や年末年始に『イチモニ!』が休止となる場合は臨時フルネットとなる。 - 2018年9月17日は本社移転作業に伴い4・5時台は□に、『イチモニ!』リニューアル準備での休止に伴う穴埋めとして6・7時台を臨時に○にそれぞれ変更した。 |
| 青森県         | 青森朝日放送（ABA）          | △                    | ○                    | |
| 岩手県         | 岩手朝日テレビ（IAT）        | ○                    | ○                    | - 2020年3月30日から4・5時台を○に変更。 - 2020年3月27日までの4・5時台は△。 |
| 宮城県         | 東日本放送（khb）            | △                    | ○                    | |
| 秋田県         | 秋田朝日放送（AAB）          | △                    | ○                    | |
| 山形県         | 山形テレビ（YTS）            | △                    | ○                    | |
| 福島県         | 福島放送（KFB）              | △                    | ○                    | |
| 新潟県         | 新潟テレビ21（UX）           | △                    | ○                    | |
| 長野県         | 長野朝日放送（abn）          | △                    | ○                    | |
| 静岡県         | 静岡朝日テレビ（SATV）       | ○                    | ○                    | - 2019年9月30日から4・5時台を○に変更。 - 4・5時台は2019年7月26日までと2019年9月2日 - 27日は全曜日で△。 |
| 石川県         | 北陸朝日放送（HAB）          | △                    | ○                    | - メンテナンスによる深夜放送休止時間が延長した場合は4・5時台を□に変更。 |
| 中京広域圏     | 名古屋テレビ（メ～テレ/NBN） | ○                    | ×                    | - 6:00 - 8:00はローカル情報番組『ドデスカ!』を放送。 - 5:59に飛び降り後、編成上は当番組のままで「ドデスカ!天気」を1分間放送した後6:00に『ドデスカ!』本編が開始される。 - メ〜テレの公式サイトに掲載される番組表やEPGでは当番組は5:50終了と表記され「ANNニュース」パートは単独番組扱いで記載されている。 - 年末年始の『ドデスカ!』休止期間中は臨時フルネットとなる。 |
| 近畿広域圏     | 朝日放送テレビ（ABC TV）     | □                    | ×                    | - 5:00 - 8:00はローカル情報番組『おはよう朝日です』を放送。 - 年末年始の『おはよう朝日です』休止期間中であっても、通常通り4・5時台は□、その他のパートは×となる。ただし、重大ニュース・自然災害時には稀に『おはよう朝日です』に内包される形で本編を報道特番扱いで臨時部分ネットする場合がある。 |
| 広島県         | 広島ホームテレビ（HOME）     | □                    | ○                    | - 2020年10月5日から4・5時台を□に変更。 - 月曜5:35 - 5:50はローカル情報番組『ピタニューモーニング』を放送。 - 2020年10月2日までは4・5時台は△（メンテナンスによる停波明けが5:44になる場合は□に変更していた）。 |
| 山口県         | 山口朝日放送（yab）          | ○                    | ○                    | - 2020年2月3日から4・5時台を○に変更。 - 毎年7月15日の九州朝日放送制作『走れ!山笠』の放送が平日と重なった場合は4・5時台を□に各々変更。 - 4・5時台は2019年3月29日までは○、2019年4月1日 - 2020年1月31日までは△（不定期で□に変更となる日がある）。 |
| 香川県・岡山県 | 瀬戸内海放送（KSB）          | △                    | ○                    | - 2018年10月1日から4・5時台を△に各々変更。 - 2018年9月28日までの4・5時台は○。 |
| 愛媛県         | 愛媛朝日テレビ（eat）        | ○                    | ○                    | - 2022年10月3日から4・5時台は○に変更。 |
| 福岡県         | 九州朝日放送（KBC）          | △                    | ×                    | - 6:00 - 8:00はローカル情報番組『アサデス。KBC』を放送。 - 毎年7月15日の『走れ!山笠』放送が平日と重なった場合は4・5時台を□に変更。 - 一部の祝日やゴールデンウィーク・お盆・年末年始に『アサデス。KBC』が休止となる場合は6・7時台を臨時に○に変更。 |
| 長崎県         | 長崎文化放送（NCC）          | △                    | ○                    | - 2020年10月5日から再度4・5時台を△に各々変更。 - 毎年7月15日の九州朝日放送制作『走れ!山笠』の放送が平日と重なった場合は4・5時台を□に変更。 - 毎年10月7日の長崎くんち中継が平日と重なった場合は6時台で飛び降り。 - 4・5時台は2018年4月2日 - 2020年10月2日までは○。 |
| 熊本県         | 熊本朝日放送（KAB）          | △                    | ○                    | - 毎年7月15日の九州朝日放送制作『走れ!山笠』の放送が平日と重なった場合は4・5時台を□に変更。 |
| 大分県         | 大分朝日放送（OAB）          | △                    | ○                    | - 2024年4月3日から全曜日で4・5時台は△に変更。 - 2018年4月6日 - 20日に限り、金曜日のみ4・5時台は○。 - 2022年10月3日から2023年12月30日まで4・5時台は◯。 - 毎年7月15日の九州朝日放送制作『走れ!山笠』の放送が平日と重なった場合は4・5時台を□に変更。 |
| 鹿児島県       | 鹿児島放送（KKB）            | △                    | ○                    | - 毎年7月15日の九州朝日放送制作『走れ!山笠』の放送が平日と重なった場合は4・5時台を□に変更。 |
| 沖縄県         | 琉球朝日放送（QAB）          | △                    | ○                    | |

ネット配信
- 2016年4月から、ABEMAのニュースチャンネル「AbemaNews」にて8時台[注 52]にダイジェスト配信されている（スポーツ・芸能・天気予報を除く。スポーツ・芸能でVTRを使用しない内容については配信される）。ただし2017年6月現在、当番組名になっていても『スーパーJチャンネル』の再配信や国会中継等で休止の場合もある。

過去
- テレ朝チャンネル2:『やじうまワイド』時代から（土曜日を含む。ただし『地球まるごとTV』と『やじうまサタデー』〈第2期〉の初期を除く）時差放送を行ってきたが、2015年3月31日の放送を以って打ち切った。8:45 - 10:55に放送し、『モーニングバード!』のトーク部分に入る前に自社出しでエンドタイトルを表示して番組終了した（最終日時点）。ただし、5:50からの「ANNニュース」のみ、8:00からの「News Access」で一部ニュースが時差ネットで放送される。

### 土曜版（ネット局）
- 前番組『週刊ニュースリーダー』に引き続き、全編ローカルセールス枠であるため、テレビ朝日以外の通常時同時ネット局であっても、編成の都合により臨時非ネットに変更する場合がある。

| 放送対象地域   | 放送局                       | 系列           | 放送時間         | 備考       |
| -------------- | ---------------------------- | -------------- | ---------------- | ---------- |
| 関東広域圏     | テレビ朝日（EX）             | テレビ朝日系列 | 土曜 6:00 - 8:00 | 【制作局】 |
| 秋田県         | 秋田朝日放送（AAB）          | テレビ朝日系列 | 土曜 6:00 - 8:00 |            |
| 福島県         | 福島放送（KFB）              | テレビ朝日系列 | 土曜 6:00 - 8:00 |            |
| 新潟県         | 新潟テレビ21（UX）           | テレビ朝日系列 | 土曜 6:00 - 8:00 |            |
| 長野県         | 長野朝日放送（abn）          | テレビ朝日系列 | 土曜 6:00 - 8:00 |            |
| 静岡県         | 静岡朝日テレビ（SATV）       | テレビ朝日系列 | 土曜 6:00 - 8:00 |            |
| 石川県         | 北陸朝日放送（HAB）          | テレビ朝日系列 | 土曜 6:00 - 8:00 |            |
| 広島県         | 広島ホームテレビ（HOME）     | テレビ朝日系列 | 土曜 6:00 - 8:00 |            |
| 山口県         | 山口朝日放送（yab）          | テレビ朝日系列 | 土曜 6:00 - 8:00 |            |
| 香川県・岡山県 | 瀬戸内海放送（KSB）          | テレビ朝日系列 | 土曜 6:00 - 8:00 |            |
| 福岡県         | 九州朝日放送（KBC）          | テレビ朝日系列 | 土曜 6:00 - 8:00 |            |
| 長崎県         | 長崎文化放送（NCC）          | テレビ朝日系列 | 土曜 6:00 - 8:00 |            |
| 熊本県         | 熊本朝日放送（KAB）          | テレビ朝日系列 | 土曜 6:00 - 8:00 |            |
| 大分県         | 大分朝日放送（OAB）          | テレビ朝日系列 | 土曜 6:00 - 8:00 |            |
| 鹿児島県       | 鹿児島放送（KKB）            | テレビ朝日系列 | 土曜 6:00 - 8:00 |            |
| 北海道         | 北海道テレビ（HTB）          | テレビ朝日系列 | 非ネット         | [ 注 53 ]  |
| 青森県         | 青森朝日放送（ABA）          | テレビ朝日系列 | 非ネット         |            |
| 岩手県         | 岩手朝日テレビ（IAT）        | テレビ朝日系列 | 非ネット         | [ 注 54 ]  |
| 宮城県         | 東日本放送（khb）            | テレビ朝日系列 | 非ネット         | [ 注 55 ]  |
| 山形県         | 山形テレビ（YTS）            | テレビ朝日系列 | 非ネット         | [ 注 56 ]  |
| 中京広域圏     | 名古屋テレビ（メ～テレ/NBN） | テレビ朝日系列 | 非ネット         | [ 注 57 ]  |
| 近畿広域圏     | 朝日放送テレビ（ABC TV）     | テレビ朝日系列 | 非ネット         | [ 注 58 ]  |
| 愛媛県         | 愛媛朝日テレビ（eat）        | テレビ朝日系列 | 非ネット         |            |
| 沖縄県         | 琉球朝日放送（QAB）          | テレビ朝日系列 | 非ネット         |            |

### 日曜版（ネット局）
- 第1部（5:50 - 6:20）・第2部（6:20 - 8:30）の2部構成で放送。
- 前番組『サンデーLIVE!!』に引き続き、テレビ朝日・ABCテレビ・メ～テレの3局共同制作[注 59]。日曜版は当番組で唯一、第2部はネットワークセールス枠のため、ANN系列フルネット24局ネットで放送。第1部はローカルセールス枠であるため、通常時第1部非ネット局では5:50 - 6:20は別番組が放送されている。なお、テレビ朝日・ABCテレビ・メ～テレ以外の通常時○とする局であっても、編成上の都合で臨時に×に変更する場合がある一方で、通常時×とする局が非常事態等発生時や特別編成実施時を中心に臨時に○に変更する場合もある。
- テレビ朝日・ABCテレビ[注 60]・メ～テレ以外のネット局でも、平日版・土曜版同様、全局テレビ朝日のマスター（主調整室）から直受けする形で放送している。
- ネット状況
  - ○…フルネット
  - ×…非ネット
  - △…特定の週のみ非ネット

| 放送対象地域   | 放送局                       | 系列           | 放送時間          | 放送時間          | 備考                                                                            |
| 放送対象地域   | 放送局                       | 系列           | 第1部 5:50 - 6:20 | 第2部 6:20 - 8:30 | 備考                                                                            |
| -------------- | ---------------------------- | -------------- | ----------------- | ----------------- | ------------------------------------------------------------------------------- |
| 関東広域圏     | テレビ朝日（EX）             | テレビ朝日系列 | ○                 | ○                 | 共同制作局                                                                      |
| 近畿広域圏     | 朝日放送テレビ（ABC TV）     | テレビ朝日系列 | ○                 | ○                 | 共同制作局                                                                      |
| 中京広域圏     | 名古屋テレビ（メ〜テレ/NBN） | テレビ朝日系列 | ○                 | ○                 | 共同制作局                                                                      |
| 北海道         | 北海道テレビ（HTB）          | テレビ朝日系列 | ○                 | ○                 |                                                                                 |
| 岩手県         | 岩手朝日テレビ（IAT）        | テレビ朝日系列 | ○                 | ○                 |                                                                                 |
| 宮城県         | 東日本放送（khb）            | テレビ朝日系列 | ○                 | ○                 |                                                                                 |
| 山形県         | 山形テレビ（YTS）            | テレビ朝日系列 | ○                 | ○                 |                                                                                 |
| 福島県         | 福島放送（KFB）              | テレビ朝日系列 | ○                 | ○                 |                                                                                 |
| 長野県         | 長野朝日放送（abn）          | テレビ朝日系列 | ○                 | ○                 |                                                                                 |
| 石川県         | 北陸朝日放送（HAB）          | テレビ朝日系列 | ○                 | ○                 |                                                                                 |
| 山口県         | 山口朝日放送（yab）          | テレビ朝日系列 | ○                 | ○                 |                                                                                 |
| 香川県・岡山県 | 瀬戸内海放送（KSB）          | テレビ朝日系列 | ○                 | ○                 |                                                                                 |
| 愛媛県         | 愛媛朝日テレビ（eat）        | テレビ朝日系列 | ○                 | ○                 |                                                                                 |
| 長崎県         | 長崎文化放送（NCC）          | テレビ朝日系列 | ○                 | ○                 |                                                                                 |
| 熊本県         | 熊本朝日放送（KAB）          | テレビ朝日系列 | ○                 | ○                 |                                                                                 |
| 大分県         | 大分朝日放送（OAB）          | テレビ朝日系列 | ○                 | ○                 |                                                                                 |
| 鹿児島県       | 鹿児島放送（KKB）            | テレビ朝日系列 | ○                 | ○                 |                                                                                 |
| 沖縄県         | 琉球朝日放送（QAB）          | テレビ朝日系列 | ○                 | ○                 |                                                                                 |
| 福岡県         | 九州朝日放送（KBC）          | テレビ朝日系列 | △                 | ○                 | 毎月1回「One Heart〜鷹よ強くあれ〜」を放送のため、第1日曜日のみ第1部を×に変更。 |
| 青森県         | 青森朝日放送（ABA）          | テレビ朝日系列 | ×                 | ○                 |                                                                                 |
| 秋田県         | 秋田朝日放送（AAB）          | テレビ朝日系列 | ×                 | ○                 |                                                                                 |
| 新潟県         | 新潟テレビ21（UX）           | テレビ朝日系列 | ×                 | ○                 |                                                                                 |
| 静岡県         | 静岡朝日テレビ（SATV）       | テレビ朝日系列 | ×                 | ○                 |                                                                                 |
| 広島県         | 広島ホームテレビ（HOME）     | テレビ朝日系列 | ×                 | ○                 |                                                                                 |

## 特別番組放送・重大ニュース時の対応
- オリンピック・サッカー・FIFAワールドカップといった国際的なスポーツ中継が組まれる際は、全編休止もしくは時間短縮の対応を取る場合がある。2020年までは毎年6月の全米オープン選手権競技期間中（2020年は新型コロナウイルスの影響で9月に延期して開催、2017年までは毎年夏の全米女子オープン期間中も含む）も同様の対応を取っていたが、2021年以降はテレビ朝日が全米オープンゴルフの放映権を手放したため、大会期間と重なる同年6月18日・21日の当番組は通常放送となり、2022年以降も通常放送となっている。
- オリンピックやサッカー・FIFAワールドカップ、世界水泳、世界体操（2017年から）といった国際的なスポーツイベントが行われる期間には、6時台もしくは7時台に当番組の出演者・フォーマットによる5 - 10分間の速報ミニ番組が組まれるため、その間本編は一時中断となる[注 61]。なお、こういった速報ミニ番組はネットワークセールスとなるため、通常6・7時台をネットしていない北海道テレビ・メ～テレ・九州朝日放送や5時台の「ANNニュース」パートを除き全くネットしていない朝日放送テレビでも自社制作番組を一時中断もしくは時間繰り下げ・短縮とした上で放送される。
- 年末年始は原則、正月三が日は全編休止となる。また、前番組までのように早朝時間帯の番組をベースにした特別番組も放送されない。なお、年末は2018年までは曜日配列によっては12月31日（大晦日）まで通常通り放送していたが、2019年以降は12月31日以前で年内の放送を終了している。
  - 本番組の休止期間中の当該時間帯は各局別に自主編成で穴埋めする。また、元日にあたる日の平日は、『羽鳥慎一モーニングショー 新春特大スペシャル』（6:00 - 11:45、テレビ朝日制作）をANN系列フルネット24局で放送する（福井放送を除く）[29]。

### 平日版
- 2017年8月29日・9月15日は番組放送中に北朝鮮がミサイルを発射したというJアラート情報が発令されたことを受け、Jアラート発令以降はANN報道特別番組に近い形で放送された。いずれの日とも6:00以降にJアラートが出たため、通常6・7時台をネットしていない局のうちメ～テレ・朝日放送（当時）・九州朝日放送でも6・7時台の一部分が自社制作番組に内包される形で臨時ネットされた。ただし、ミサイルの通過ルートに当たった北海道の地元局・北海道テレビでは当番組の映像を全く受けず、自社制作番組『イチオシ!モーニング』のスタジオ・出演者で『HTB報道特別番組』として放送していた[注 62]。
- 2018年9月6日は番組開始前の3:08頃に北海道胆振東部地震が発生。本番組の準備のため既に局内に入っていた坪井が第一報を担当し、4:55まで『ANN報道特別番組』として地震情報を報じた後、4:55からは通常通り『グッド!モーニング』として放送したが、5時台の本編を自社制作番組『おはようコールABC』に内包扱いで全編臨時ネットした朝日放送テレビや、本来本番組を放送しないが同日は5:59まで臨時にサイマルネットしたBS朝日に配慮して4・5時台では『グッド!モーニング』の名前を出さなかった。この日は通常とは異なり、番組冒頭から5:50（「ANNニュース」パートも含めると5:59）までANN系列フルネット24局及びBS朝日の計25局ネットで放送された。また、5:59（一部地域は6:00）以降も内容を大幅に変更して地震関連のニュースを中心に放送した。なお、被災地域の地元局・北海道テレビでは5:59 - 8:00に自社制作番組『イチオシ!モーニング』のスタジオ・出演者で『HTB報道特別番組 胆振地方東部で震度6強』を放送した。
- 2022年10月4日は番組放送中に北朝鮮がミサイルを発射したというJアラート情報が発令されたことを受け、Jアラート発令以降はANN報道特別番組に近い形で放送された。その日は7:00以降にJアラートが出たため、通常7時台をネットしていない局のうちメ～テレ・朝日放送テレビ・九州朝日放送でも7時台の一部分が自社制作番組に内包される形で臨時ネットされた。また、BS朝日は当番組をサイマル放送を実施した。
- 2023年3月22日は日本時間朝8時頃から試合開始となる2023 ワールド・ベースボール・クラシック（WBC）決勝「日本×アメリカ」を放送したため、7時まで[注 63]の短縮放送になった[30][31]。

### 日曜版
- 『全日本大学駅伝対校選手権大会』が愛知・三重両県内で開催される11月の第1日曜日には、テレビ朝日・メ〜テレの共同制作による中継番組を、テレビ朝日系列のフルネット局（当番組のネット全局）で8時05分 - 13時40分に放送。7時45分 - 8時10分に『直前情報』枠を編成するため、日曜版の番組終了時刻を通常編成から45分繰り上げて、7時45分で放送を終了する[32][33]。

## 問題となった放送内容

### 新型コロナウイルス感染症（2019年）関連
- 2020年5月7日の放送で取材を受けたベルギーから日本に一時帰国中の医師が「現段階でPCR検査をいたずらに増やそうとするのは得策ではない」「無作為な大規模検査は現場としては全く必要としていない」とコメントしたにもかかわらず、これらのコメントはカットされ、欧州でのPCR検査は日本よりかなり多い（日本はかなり遅れている）といった論調のなかで、真意と真逆の意味に取られるように「PCR検査を大至急増やすべきだ」というメッセージの一部として編集されたことを指摘した[34][35][36][37][38]。これを受け、元作家の百田尚樹[39]、脳科学者の茂木健一郎[39]、元テレビ朝日のライター[40]、ジャーナリストの水島宏明[41]らが恣意的な編集を批判した。12日の放送では、同医師のインタビューを2分以上にわたって改めて放送し、総合司会の坪井が「医療現場の声の部分を放送につなげることをおろそかにしていた部分がありました。大変お詫びいたします」と謝罪した[42][43][44][45][46]。この謝罪放送に対して水島は、なぜ恣意的な編集をしたのかの検証や再発防止策が示されず、視聴者の信頼を裏切ったことへの反省の言葉も一切なかったと再批判した[47][48]。

## 書籍
テレビ朝日「グッド!モーニング」 編、朝日新聞出版、2018年11月20日。「林修のことば検定」で過去に放送された問題をまとめた書籍。
- ことば検定【語彙編】、ISBN 978-4-02-251511-7
- ことば検定【漢字編】、ISBN 978-4-02-251546-9

## スタッフ
- チーフプロデューサー：高崎文宏（平日版、テレビ朝日）、吉岡健次（週末版、テレビ朝日）
- プロデューサー：飯島広介、吉川徹、山本稔（ここまでテレビ朝日）、中澤美穂、松岡智洋（ここまでテレビ朝日映像）、津浪祐一（日曜版、朝日放送テレビ）、宮本洋志（日曜版、メ～テレ）
- 総合演出：滑川親吾
- ニュースデスク：千野壮太郎、河本健太、醍醐穣
- 技術協力：テイクシステムズ
- 制作協力：テレビ朝日映像
- 制作：テレビ朝日報道局 情報番組センター
- 制作著作：テレビ朝日、朝日放送テレビ、メ～テレ（朝日放送テレビとメ～テレは日曜版のみ）

### 過去のスタッフ
- チーフプロデューサー：小寺敦、斉木文武、桐永洋、佐藤光浩
- プロデューサー：中山真吾、羽根哲哉
- 総合演出：角田祥、服部陽一
- ニュースデスク：杉岡靖久、辻井昌悟、武藤一成